# Element galvanic

Schema unui element galvanic

Elementul galvanic (sau celulă galvanică, pilă electrică sau celulă voltaică) este un generator electrochimic de curent continuu bazat pe transformarea spontană a energiei chimice în energie electrică.
Este alcătuit din două plăci conductoare de naturi diferite (electrozii), introduse într-o soluție de electrolit; una din ele reprezintă polul pozitiv (sau catodul) sursei de curent, iar a doua placă - polul negativ (sau anodul).
Un exemplu de element galvanic îl constituie un vas cu soluție de acid sulfuric în care se află două plăci metalice - una de zinc și cealaltă de cupru; printr-un fir metalic conductor exterior, care leagă cele două plăci (electrozii), circulă un curent electric de la electrodul de cupru la cel de zinc. 
Elementul galvanic generează tensiune electromotoare datorită diferenței dintre potențialele electrice la interfața cu soluția ale metalelor din electroziprodusă prin concentrația diferită a electronilor, aceasta producând un proces de difuzie a electronilor între cele 2 metale până la stabilirea unui echilibru caracterizat prin apariția unei diferențe de potențial electric (localizate într-un strat subțire de la suprafețele de contact dintre metale și electrolit) care compensează efectul difuziei. 
Lichidul sau soluția lichidă in care sunt introduși electrozii poate fi și o soluție de sare de bucătărie în apă ca în cazul pilei voltaice sau chiar apă distilată datorită autodisocierii ionice a dielectricului apă distilată prin autoprotoliză.
Numele de „galvanic” vine de la cel al fiziologului italian Luigi Galvani care făcea cercetări pe animale cu doi electrozi (sârme) din metale diferite. Numele de „pilă voltaică” provine de la fizicianul  italian Alessandro Volta, cel care a inventat și a perfecționat pila electrică. Un alt exemplu binecunoscut de element galvanic e pilă Leclanché.